# Atriplex erosa
Atriplex erosa là loài thực vật có hoa thuộc họ Dền. Loài này được A.E.Brueckner & Verd. mô tả khoa học đầu tiên năm 1954.